# Salsiccia carniolana
 La salsiccia carniolana ( in sloveno kranjska klobasa; in tedesco: Krainer Wurst, dialetto triestino: luganighe de Cragno) è una salsiccia slovena molto simile a quella che è conosciuta come kielbasa o salsiccia polacca in Nord America. Nel gennaio 2015 la Slovenia l'ha inserita con successo nel registro delle indicazioni geografiche protette (IGP), nonostante le obiezioni di Austria, Croazia e Germania.
Il sostantivo klobasa si riferisce a una piccola salsiccia generalmente servita intera, in contrasto con la salama slovena. L'aggettivo kranjska deriva dalla regione della Carniola ( Kranjska in sloveno, Krain in tedesco), ducato dell'Impero Austriaco, dove questo insaccato è nato. La prima menzione della salsiccia carniolana in tedesco si trova nel famoso libro di cucina di Katharina Prato Süddeutsche Küche (Cucina della Germania meridionale, 1896, prima edizione 1858). Il termine sloveno kranjska klobasa fu menzionato per la prima volta nella sesta edizione di Slovenska kuharica (Slovene Cookbook) di Felicita Kalinšek nel 1912.
La salsiccia carniolana contiene interamente carne di maiale di cui al massimo il 20% è pancetta. Può contenere fino al 5% di acqua, sale marino delle saline di Sicciole, poco aglio, salnitro e pepe nero. Non sono ammessi altri ingredienti. La carne deve essere tagliata in piccoli pezzi di 10–13 mm, mentre la pancetta deve essere di misura compresa tra gli 8–10 mm. Il ripieno viene insaccato nell'intestino di maiale con un diametro compreso tra 32 e 36 mm. Le salsicce sono formate in coppie tra i 12 fino a 16 cm (4,7 fino a 6,3 in) di lunghezza e un peso tra 180 e 220 grammi. Le coppie sono collegate tra loro da uno spiedino di legno. Le salsicce vengono affumicate a caldo e stagionate a circa 70°. La salsiccia viene tradizionalmente servita con pane, senape e del rafano.

## Variazioni

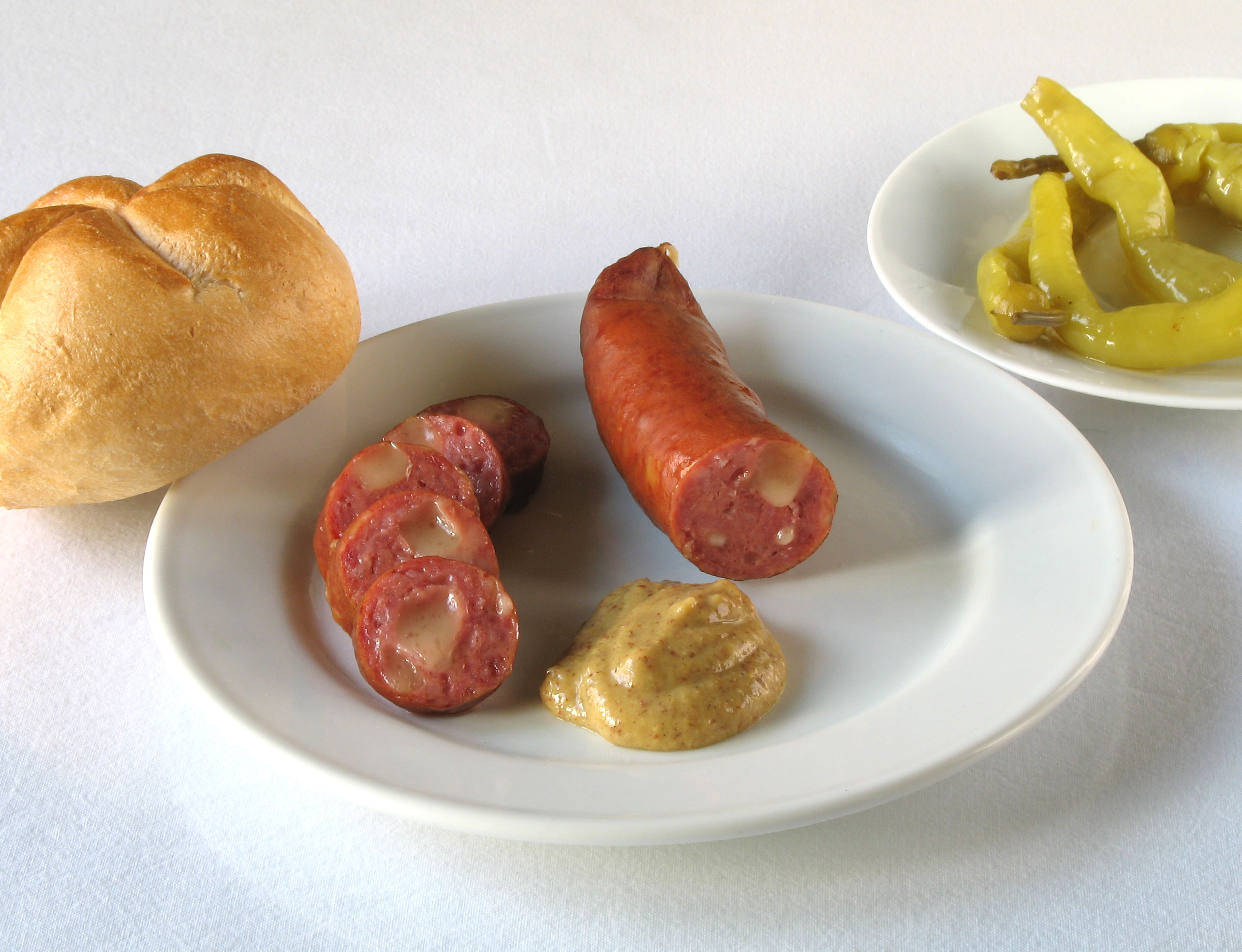
Käsekrainer prodotto in Austria.

Il Käsekrainer è una variante di questa salsiccia ripiena di formaggio (ad esempio, Emmentaler) tagliato a cubetti. I Käsekrainer furono prodotti per la prima volta in Austria all'inizio degli anni '80. Al 2019 sono generalmente offerti nei chioschi di salsicce (Würstelstände). Il Käsekrainer può essere bollito, cotto o grigliato. È essenziale cuocerli fuoco medio-basso; altrimenti l'esterno potrebbe bruciarsi mentre l'interno rimarrebbe freddo. Bisogna fare attenzione quando si preparano, perché il formaggio può diventare piuttosto caldo; le salsicce non vanno tagliate o infilzate durante la cottura, altrimenti si libererebbe il formaggio, sciogliendosi.
La salsiccia può essere servita con senape, ketchup e un pezzo di pane nero; oppure nella forma più comune in Austria, come Käsekrainer-Hot-Dog. (Per Hot Dog gli austriaci intendono il panino, non la salsiccia). Il pane utilizzato è molto simile a una baguette francese, ma più corto (20–25 cm). Il panino viene aperto a un'estremità e viene praticato un foro di circa 25 mm con un'asta di metallo scaldata. Dopodiché, viene inserita la salsa nel buco. Gli austriaci di solito scelgono tra le seguenti tre salse: senape piccante, senape dolce e ketchup. Spesso la scelta è ketchup e una o anche entrambe delle mostarde.
A Trieste fa parte della Caldaia (Bollito misto triestino)
Tra la fine degli anni quaranta e gli anni cinquanta gli immigrati del dopoguerra dalla Croazia e dalla Slovenia introdussero la kranjska klobasa in Australia, dove divenne nota come Kransky. La salsiccia Kransky ripiena di formaggio è molto popolare in Australia e in Nuova Zelanda.